# Bronisław Knaster
Bronisław Knaster (ur. 22 maja 1893 w Warszawie, zm. 3 listopada 1980 we Wrocławiu) – polski matematyk.

## Życiorys
Urodził się w rodzinie Ludwika i Felicji z Wierników. W latach 1911–1914 studiował medycynę i nauki przyrodnicze na Sorbonie i w Ecole de Médecine w Paryżu. Od roku 1915 studiował matematykę na Uniwersytecie Warszawskim. W 1915 był członkiem straży obywatelskiej m.st. Warszawy, w latach 1916–1918 działał w POW. W roku 1920 wstąpił ochotniczo do wojska i służył jako żołnierz – lekarz podczas wojny polsko-bolszewickiej.
Doktoryzował się w 1923 r. na Uniwersytecie Warszawskim (jego promotorem był Stefan Mazurkiewicz), dwa lata później habilitował się. Od roku 1929 prowadził wyższe seminarium z topologii. Był członkiem Towarzystwa Naukowego Warszawskiego.
Od 1939 r. profesor uniwersytetu we Lwowie (w czasie okupacji niemieckiej Lwowa był, wraz z innymi uczonymi, m.in. Stefanem Banachem, karmicielem wszy w Instytucie Badań nad Tyfusem Plamistym i Wirusami profesora Rudolfa Weigla).
W roku 1945 po krótkim pobycie w Krakowie zamieszkał we Wrocławiu, gdzie objął katedrę na Wydziale Matematyczno-Fizyczno-Chemicznym Uniwersytetu i Politechniki.
W latach 1937–1946 był sekretarzem w Zarządzie Głównym PTM.
Od 1945 r. we Wrocławiu. Jeden z założycieli czasopisma matematycznego Colloquium Mathematicum, przyczynił się też do szybkiego wznowienia po wojnie wydawania Fundamenta Mathematicae oraz Studia Mathematica.
Słynny z ogromnego poczucia humoru. Organizowane przezeń spotkania matematyków zwane knasteriami przeszły do historii tej dyscypliny w Polsce. Miał liczbę Erdősa równą 2.
Był małżonkiem aktorki Marii Morskiej.
Zmarł we Wrocławiu. Spoczywa na cmentarzu św. Wawrzyńca (pole 1-aleja rzędowa-197).

## Dorobek naukowy i dydaktyczny
Liczne prace z topologii, zasłynął konstrukcją pierwszego przykładu continuum dziedzicznie nierozkładalnego (tzw. pseudołuk, zwany też krzywą Knastera) i rozwojem teorii zbiorów spójnych.
W teorii mnogości znane jest jego twierdzenie, że każda nieprzeliczalna rodzina odcinków otwartych na prostej zawiera nieprzeliczalną podrodzinę odcinków o parami niepustych przekrojach. Wynik ten jest uhonorowany w nazwie własności Knastera pojęć forsingu.
W 1963 roku otrzymał Nagrodę Państwową I stopnia.
Był nauczycielem wielu polskich topologów, m.in. był promotorem rozpraw doktorskich: J. J. Charatonika, A. Lelka, R. Dudy, J. Mioduszewskiego, M. Reichbacha.

## Ordery i odznaczenia
- Krzyż Oficerski Orderu Odrodzenia Polski (29 września 1955)[4]
- Złoty Krzyż Zasługi (22 lipca 1950)[5]
- Medal 10-lecia Polski Ludowej (14 stycznia 1955)[6]